# مستفيد
المستفيد بالمعنى الأوسع هو شخص طبيعي أو كيان قانوني آخر يتلقى أموالاً أو فوائد أخرى من أحد المتبرعين، على سبيل المثال، المستفيد من وثيقة التأمين على الحياة هو الشخص الذي يحصل على دفع مبلغ التأمين بعد وفاة المؤمن عليه، في قانون التوكيل، يُعرف المستفيدون أيضًا باسم cestui que use.
قد يتم تصميم معظم المستفيدين لتحديد المكان الذي ستذهب إليه الأصول عند وفاة المالك (المالكين)، ومع ذلك، إذا لم يكن المستفيد الأساسي أو المستفيدون على قيد الحياة أو غير مؤهلين بموجب القيود، فمن المحتمل أن تنتقل الأصول إلى المستفيدين المحتملين، ويمكن للمتبرع استخدام قيود أخرى مثل الزواج أو القيود الأكثر إبداعًا لمحاولة التحكم في سلوك المستفيدين، وبعض الحالات مثل حسابات التقاعد لا تسمح بأي قيود تتجاوز وفاة المستفيدين الأساسيين، ولكن الصناديق الاستئمانية تسمح بأي قيود ليست غير قانونية أو لغرض غير قانوني.
وكثيراً ما يظهر مفهوم "المستفيد" في عقود أخرى غير وثائق التأمين، الطرف الثالث المستفيد من العقد هو الشخص الذي ينوي الطرفان الاستفادة من أحكامه ولكنه ليس طرفاً في العقد، على سبيل المثال، قد يسعى موزع البرامج إلى الحصول على أحكام تحمي عملائه من دعاوى الانتهاك، ويجوز لمرخص البرامج أن يدرج في اتفاقياته أحكامًا تحمي أولئك الذين قدموا التعليمات البرمجية لذلك المرخص.
في سياق المساعدات التنموية، يشير مصطلح "المستفيدون" إلى الأشخاص والمجتمعات التي تستخدم مخرجات المشروع: الكيانات التي تنفذ مشاريع المساعدات التنموية.

## أنظر أيضا
- المستفيد (الثقة)
- التخطيط العقاري
- ميراث
- شهادة الميلاد
- الخيال القانوني